# Touba (Obala Bjelokosti)
Touba je grad u Obali Bjelokosti, glavni grad regije Bafing. Nalazi se 8 km od državne granice s Gvinejom, između Mana i Odiennéa. Pokraj grada nalazi se zračna luka Mahana.
Godine 1988. Touba je imala 15.593 stanovnika. Većinom je naseljena pripadnicima etničke skupine Mahouka.